# Archimedes badkar
Archimedes badkar var en svensk musikgrupp som brukar räknas till proggrörelsen.

## Biografi
Archimedes badkar bildades i stadsdelen Gröndal i Stockholm 1972 av Per Tjernberg. Gruppen blandade jazz med svensk folkmusik och rock och har ofta jämförts med Arbete & fritid. Gruppen kom att bestå av ett stort antal musiker, bland annat från redan nämnda Arbete & fritid men också Iskra och Berits Halsband.
Gruppens första släpp blev 1973 års singel Rumpstek. Singeln, som var 20 minuter lång, trycktes i 200 exemplar och såldes på bandets konserter. Därefter blev gruppen kontrakterad av skivbolaget MNW, på vilket man 1975 utgav debutalbumet Badrock för barn i alla åldrar. Debuten följdes av Archimedes badkar II (1976) och Tre (1977). På sitt fjärde studioalbum Bado Kidogo samarbetade bandet med den tanzaniska gruppen Afro 70, varför skivan också har en tydlig ton av popmusik från Tanzania.
1978 lämnade Tjernberg gruppen.
Åren 1979-1980 spelade gruppen ofta tillsammans med Arbete & fritid under namnet ArbArch. Under en kort period 80-81 stavade gruppen namnet Arkimedes Badkar. 
-81 lades bandet ner och uppgick i Bitter Funeral Beer Band. Ett projekt skapat av Bengt ”Beche” Berger.

## Medlemmar
- Per Cussion (Per Tjernberg) – percussion, trummor, keyboard
- Jörgen Adolfsson – altsaxofon, sopransaxofon, violin, elgitarr, akustisk gitarr, mandola, mandolin, klarinett, flöjt, blockflöjt, percussion
- Mats Hellquist – gitarr, bas
- Pysen Eriksson – percussion, vibrafon
- Anders Jonsson – trummor
- Bosse Nyman – congas
- Per Lapins – bas
- Christer Bjernelind – bas, mandolin, percussion, träblåsinstrument
- Tommy Adolfsson – trumpet, percussion, trummor
- Kjell Andersson – percussion, klarinett
- Peter Rönnberg – gitarr
- Anita Livstrand –tamburin
- Bengt Berger – trummor, percussion
- Ingvar Karkoff – keyboard, sång, gitarr
- Peter Ragnarsson (Peter Ek) – tabla, sarod, bas, percussion
- Christer Bothén – tenorsaxofon, basklarinett
- Sigge Krantz – gitarr, bas

## Diskografi
Studioalbum
- Badrock för barn i alla åldrar (1975)
- Archimedes badkar II (1976)
- Tre (1977)
- Bado Kidogo (1979) (delad LP med Afro 70)

Singlar
- 1973 – Rumpstek (utgiven på eget bolag i 200 exemplar)
- 1978 – Kila Mtu" / "Bado Kidogo (MNW 51S) (delad singel med Afro 70)